# Атибая
Атибая (порт. Atibaia) — муниципалитет в Бразилии, входит в штат Сан-Паулу. Составная часть мезорегиона Макрорегион агломерации Сан-Паулу. Входит в экономико-статистический микрорегион Браганса-Паулиста. Население составляет 119 029 человек на 2007 год. Занимает площадь 478,101 км². Плотность населения — 271,4 чел./км².

## История
Город основан 24 июня 1665 года.

## Статистика
- Валовой внутренний продукт на 2004 составляет 1.036,345 реалов (данные: Бразильский институт географии и статистики).
- Валовой внутренний продукт на душу населения на 2004 составляет 8.350 реалов (данные: Бразильский институт географии и статистики).
- Индекс развития человеческого потенциала на 2000 составляет 0,819 (данные: Программа развития ООН).

## География
Климат местности: горный тропический. В соответствии с классификацией Кёппена, климат относится к категории Cwb.